# Chapelle Saint-Meldéoc de Locmeltro
La chapelle Saint-Meldéoc est située dans le parc du château de Locmeltro, à Guern, dans le département du Morbihan.

## Historique
La trace d'une chapelle tréviale est attestée dès le milieu du XVe siècle à Locmeltro. Elle pourrait avoir été édifiée par la famille de Limur, alors propriétaire du hameau. Elle est dédiée à saint Meldéoc. La chapelle aurait été reconstruite au XVIIe siècle (la date de 1662 est encore lisible dans la nef). On y trouvait quelques fragments de vitraux où l'on remarquait les écussons des Rohan et des Rimaison. L'abside et le transept ont été reconstruits au XIXe siècle. Le chœur a été reconstruit en 1866 par le recteur Falquerno.
Quasiment en ruine et abandonnée en 1950, la chapelle a été restaurée sous l'égide de l'association Breiz Santel entre 1979 et 1981. Elle est prise en charge depuis 1984 par le syndicat pour l'aménagement du canton de Pontivy. En 1996, le comité de quartier a réaménagé l'enclos paroissial.
La chapelle Saint-Meldéoc fait l’objet d’une inscription au titre des monuments historiques depuis le 15 juin 1925.

## Architecture et environnement
La chapelle est en forme de croix latine. La sacristie est bâtie dans le prolongement du chœur. La charpente et les lambris de la voûte ont été refaits. Les verrières ont été réalisées par l'atelier Hubert de Sainte-Marie, de Quintin. La cloche de la chapelle est située à l'extérieur, près de la porte ouest.
Dans son enclos paroissial, se trouvent deux colonnes cylindriques christianisées (inscrits en 1946) de 0,60 mètre de diamètre, l'une haute de 1,65 m hors de terre, l'autre de 2,65 m ; cette dernière a sa base de forme octogonale. Le bénitier de la chapelle, de forme cylindrique, peut avoir été une borne milliaire coupée dans sa hauteur et creusée pour cet usage. Un calvaire de 1743 est également bâti au sein du placître. Une fontaine à pignon triangulaire (classée en 1976) s'en trouve à proximité.
Le pardon de Locmeltro se déroule chaque année le deuxième dimanche de juillet, soit au plus tôt le 8 et au plus tard le 14.

## Mobilier
La chapelle a conservé un catafalque datant du XVIIe siècle ; il a été restauré en 2007.

## La coutume dumell beniguet
Joseph Loth a décrit la coutume du mell beniguet (ou mell benniget) ("marteau béni" avec lequel on frappait le crâne des mourants) à la chapelle Saint-Meldéoc de Locmeltro dans un article publié en 1903. Le mel beniguet, dont l'origine remonterait à la Préhistoire, servait à abréger les souffrances des malades incurables ; petit à petit, il a été christianisé. Cette boule sphérique, en granite, aurait été utilisée jusqu'au XIXe siècle pour achever par compassion les malades et les agonisants. Cette cérémonie se faisait sous les auspices du recteur, du conseil de fabrique et de la famille, avec deux personnes déléguées pour ce faire, pendant que le bedeau sonnait le glas. Plus récemment, on le présentait au mourant en le disposant sous l'oreiller. Le malade était ainsi invité à partir pour l'autre monde. Cette coutume s'est perpétuée jusqu'au début du XXe siècle. Dans la région de Guern, lorsqu'on parle d'un malade agonisant, on entend encore parfois l'expression « Il faut l'emmener à Locmeltro ».

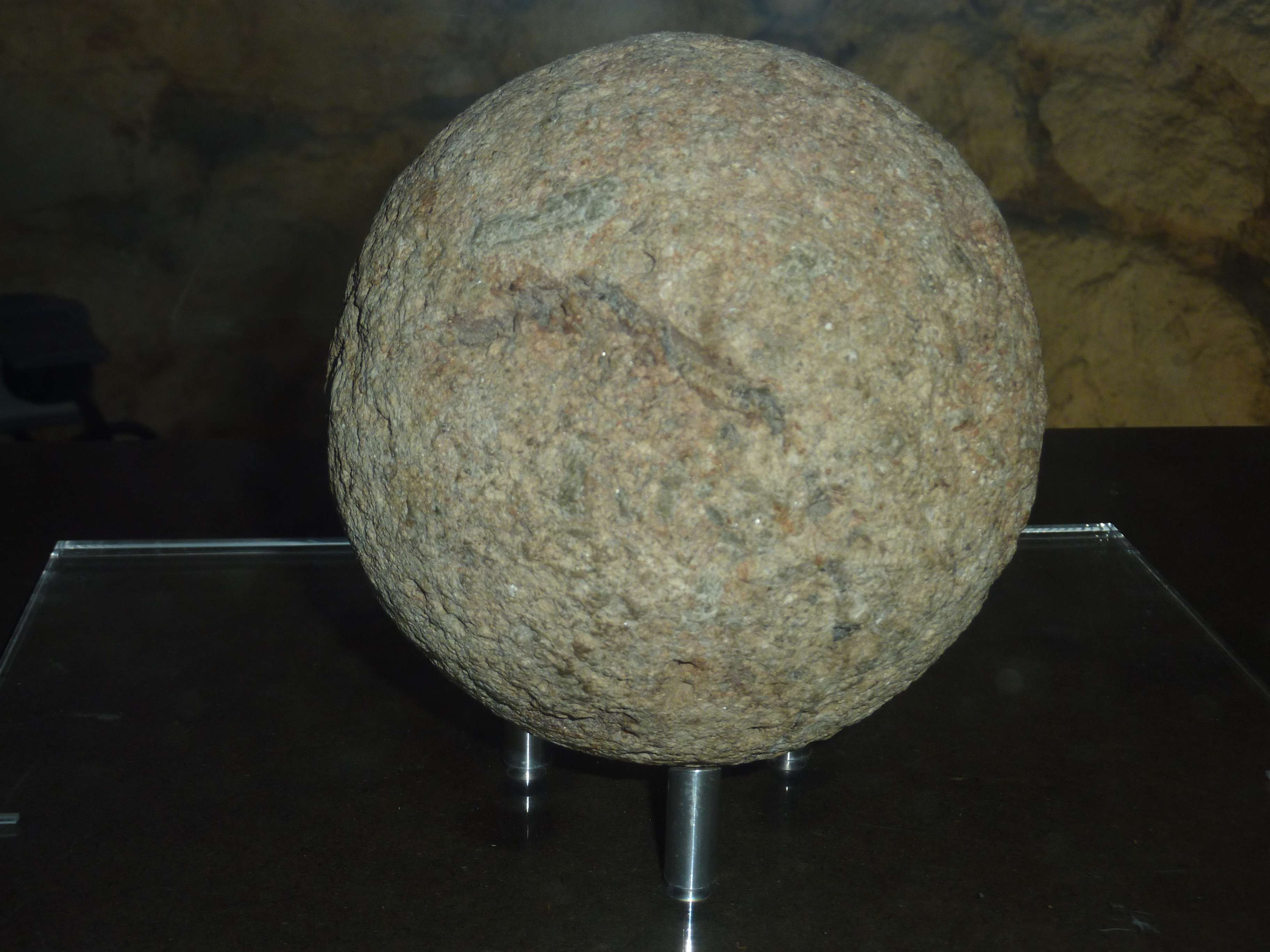
Le melj benniget de la chapelle Saint-Meldéoc de Locmeltro
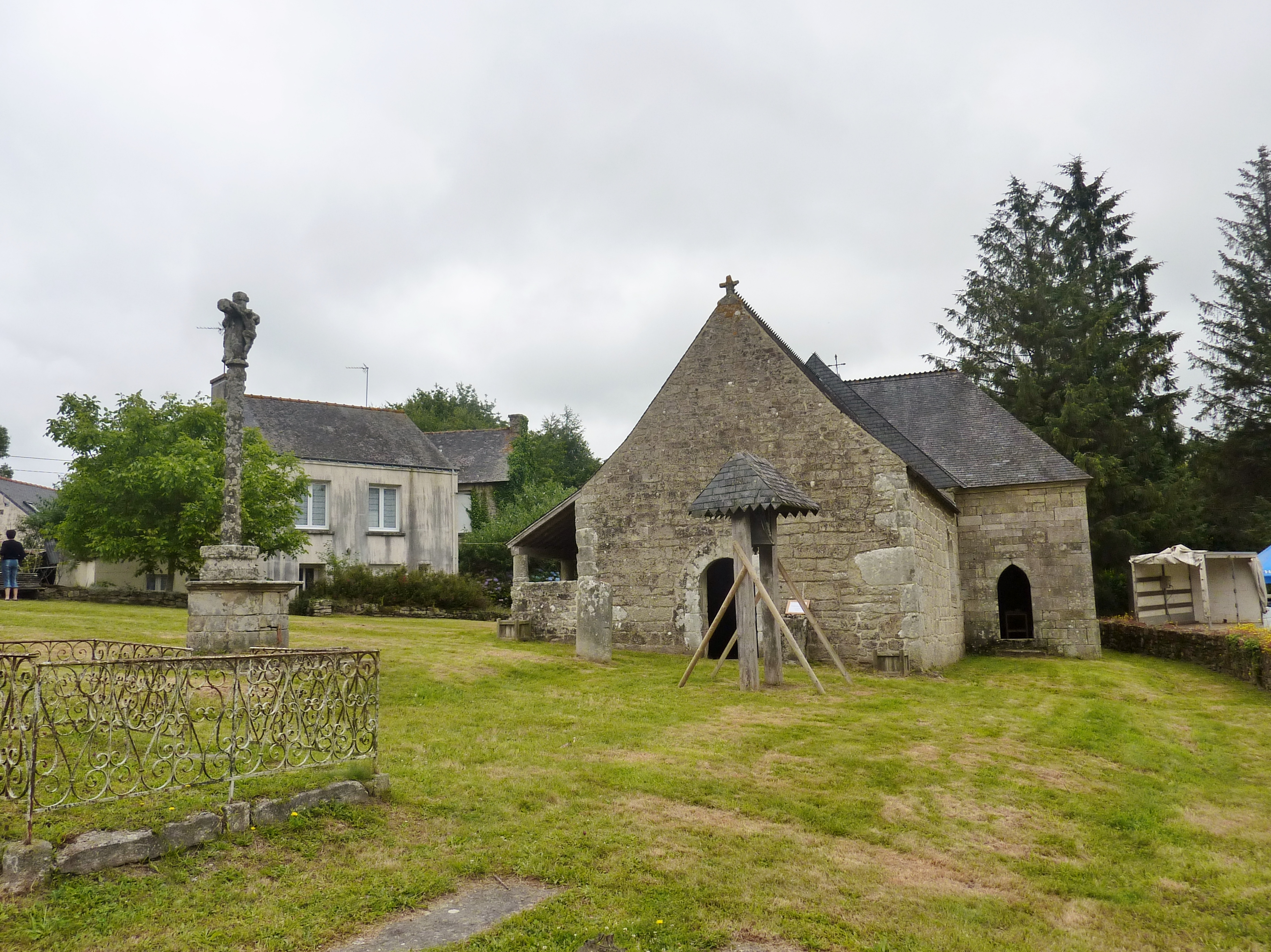
Le placître de la chapelle Saint-Meldéoc de Locmeltro (calvaire et chapelle) 1
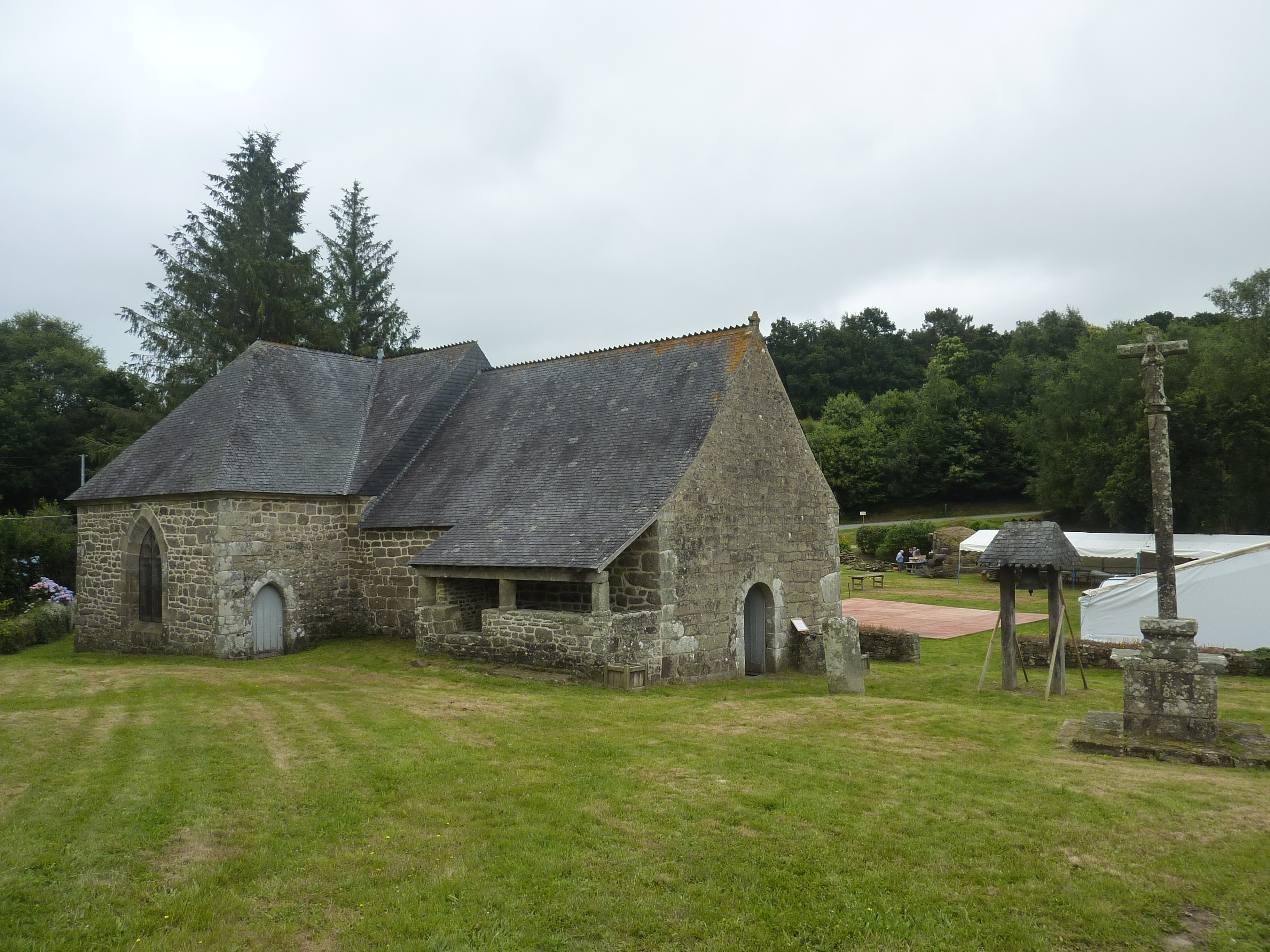
Le placître de la chapelle Saint-Meldéoc de Locmeltro (calvaire et chapelle) 2
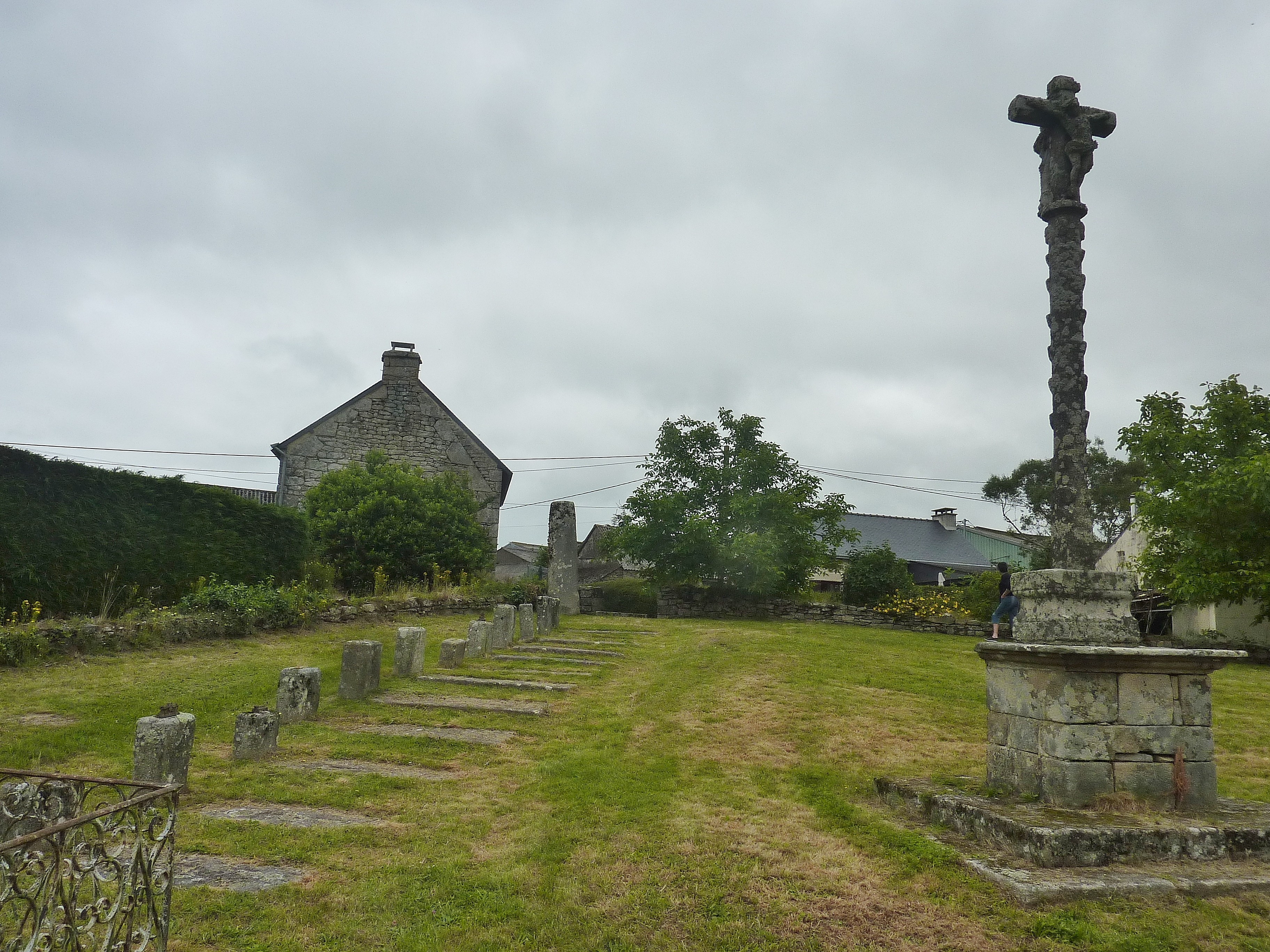
Le placître de la chapelle Saint-Meldéoc de Locmeltro (pierres tombales et calvaire)
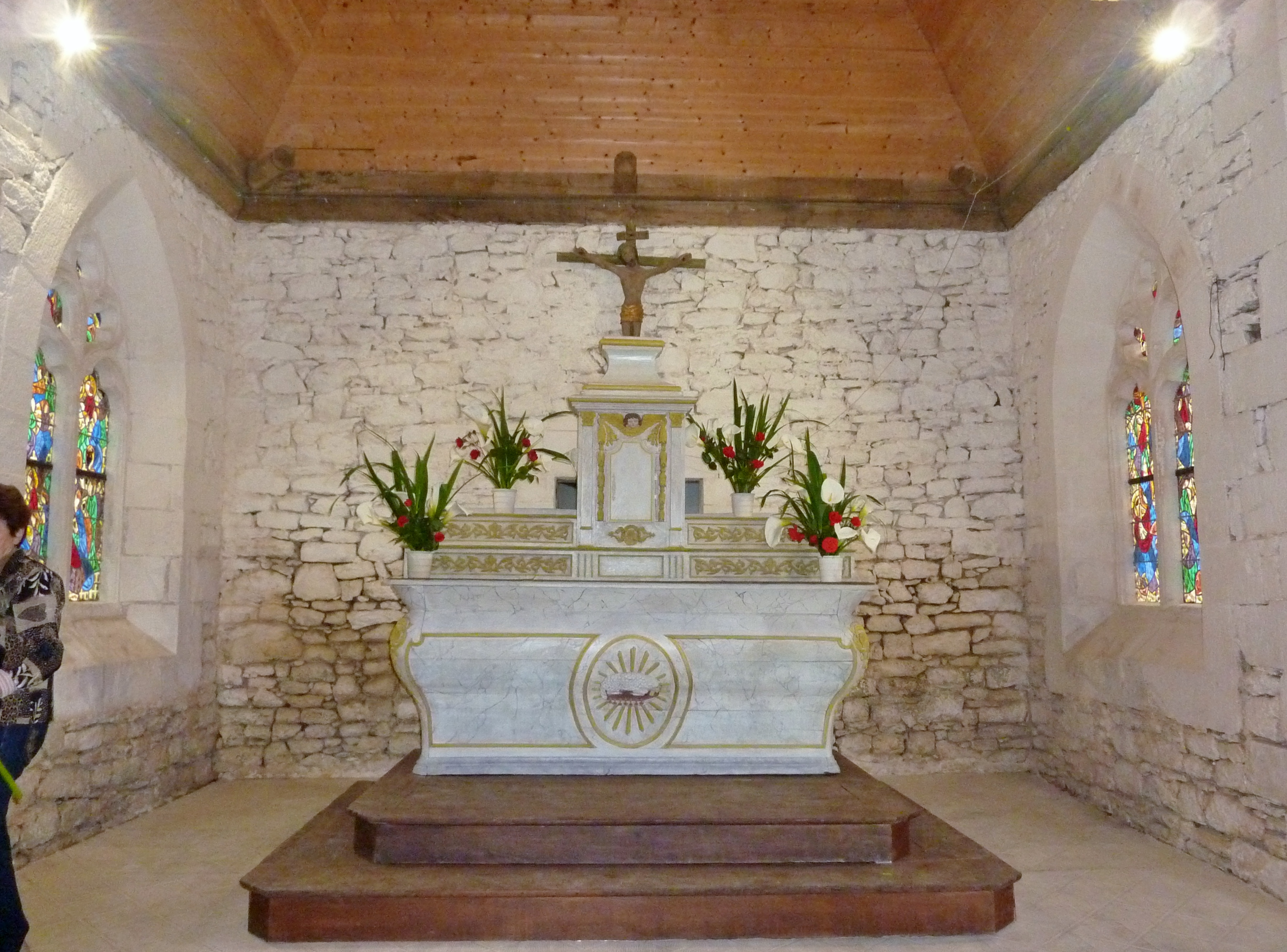
Chapelle Saint-Meldéoc de Locmeltro : le maître-autel
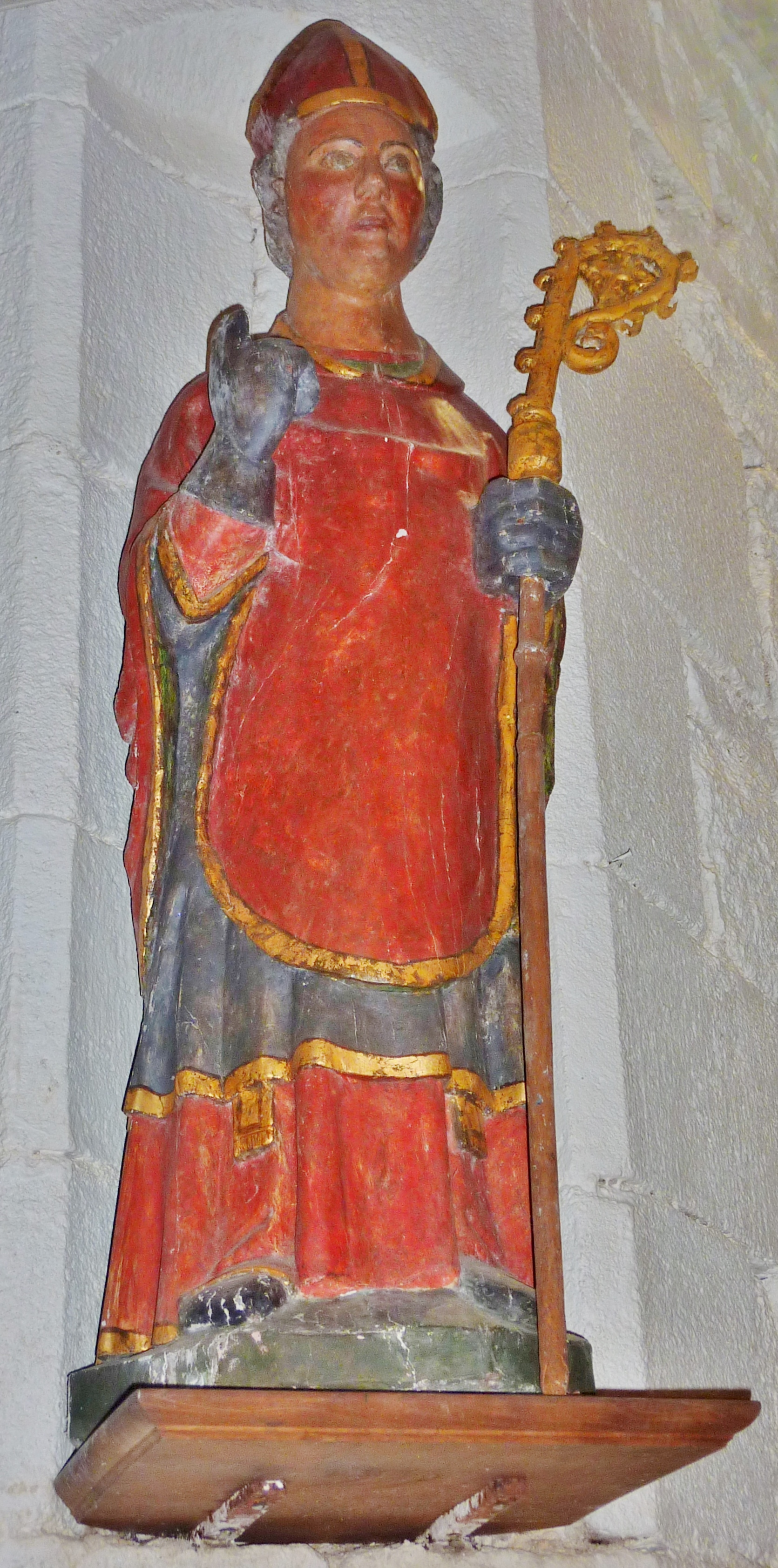
Chapelle Saint-Meldéoc de Locmeltro : statue (saint Meldéoc ?)
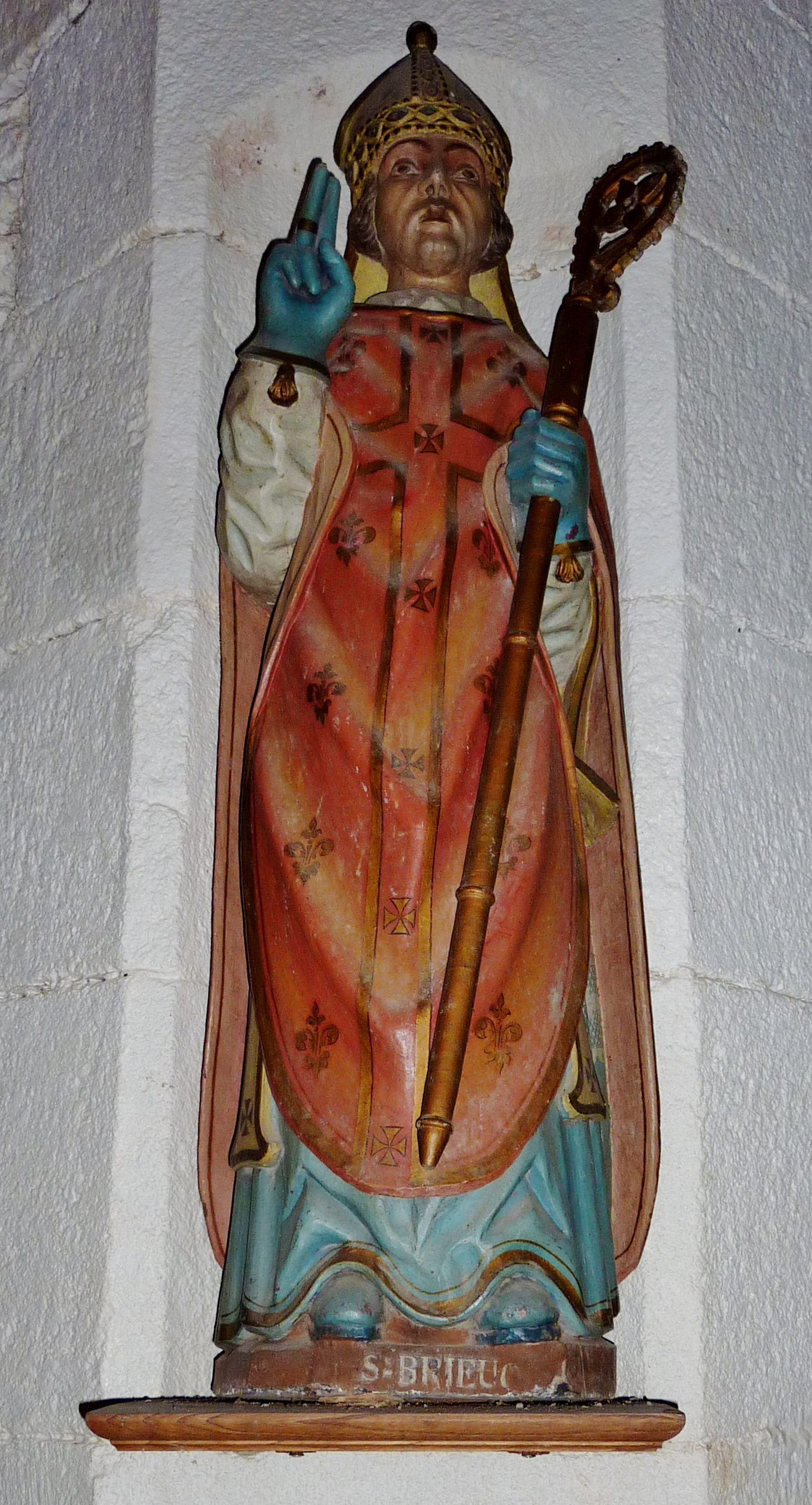
Chapelle Saint-Meldéoc de Locmeltro : statue de saint Brieuc

## La maison hantée de Locmeltro
En 1922, une maison que la croyance populaire disait être hantée défraya la chronique et provoqua un afflux soudain de visiteurs dans le village de Locmeltro.